# Kingfisher Red
Kingfisher Red, раніше носила назви Simplifly Deccan і Air Deccan, — авіакомпанія, що базується в Бангалорі, Індія. Є першим лоу-кост перевізником Індії та підрозділом Kingfisher Airlines. Основним хабом є Міжнародний аеропорт Бангалора.

## Історія
Раніше відома під назвою Air Deccan, авіакомпанія належала Deccan Aviation. Її засновником був капітан Р. Гопінат, перший рейс був здійснений 23 серпня 2003 року з Бангалора в Хаббаллі. Метою капітана Гопината було створити можливість «кожному індійцеві здійснити політ хоча б раз у житті», в результаті авіакомпанія придбала популярність серед простого населення. Air Deccan стала першою індійською авіакомпанією, яка стала літати на другорядні міста, такі як Хаббалли, Мангалор, Мадурай та Вішакхапатнам з мегаполісів Бангалор і Ченнай.
25 січня 2006 року, Deccan зареєструвала проспект емісії акцій. Deccan планувала продати 25% акцій на відкритому ринку (IPO) в кінці березня-початку квітня того ж року. Кошти від розміщення акцій планувалося витратити на організацію навчального центру в Бангалорі і засобів обслуговування авіатехніки в Ченнай. Однак у зв'язку зі спадом IPO Air Deccan не вдалося і акції потрапили в лістинг з дисконтом 50%.
Deccan стала використовувати систему резервування квитків Radixx International у кінці лютого, ставши другим найбільшим авіаперевізником Індії, використовують состему Air Enterprise (першою була GoAir). До переходу на Radixx використовувалася індійська система резервування Interglobe Technologies.
19 грудня 2007 року Air Deccan і Kingfisher Airlines прийняли рішення про об'єднання. У квітні 2008 року об'єднання відбулося, а об'єднана авіакомпанія стала називатися 'Kingfisher Airlines'. Об'єднання дозволило Kingfisher обійти встановлене законом обмеження в 5 років для відкриття міжнародних рейсів. Очікувалося, що Deccan почне польоти в країни Перської затоки і Південно-східної Азії, а Kingfisher — в Європу і Північну Америку.
На даний момент авіакомпанія належить Deccan Aviation (~52 %) і United Breweries Group (~46 %)

## Флот
Флот Kingfisher Red складається з таких літаків (на серпень 2008 року):
Станом на листопад 2008 року середній вік літаків Airbus становить 4.6 років.

## Конкуренція
Незважаючи на швидке зростання перевезень Kingfisher Red, вона знаходиться в стані жорсткої конкуренції з іншими лоу-кост перевізниками Індії. Її основними конкурентами є SpiceJet, Indigo і GoAir. У результаті конкуренції всі авіаперевізники значно знизили ціни за квитки.

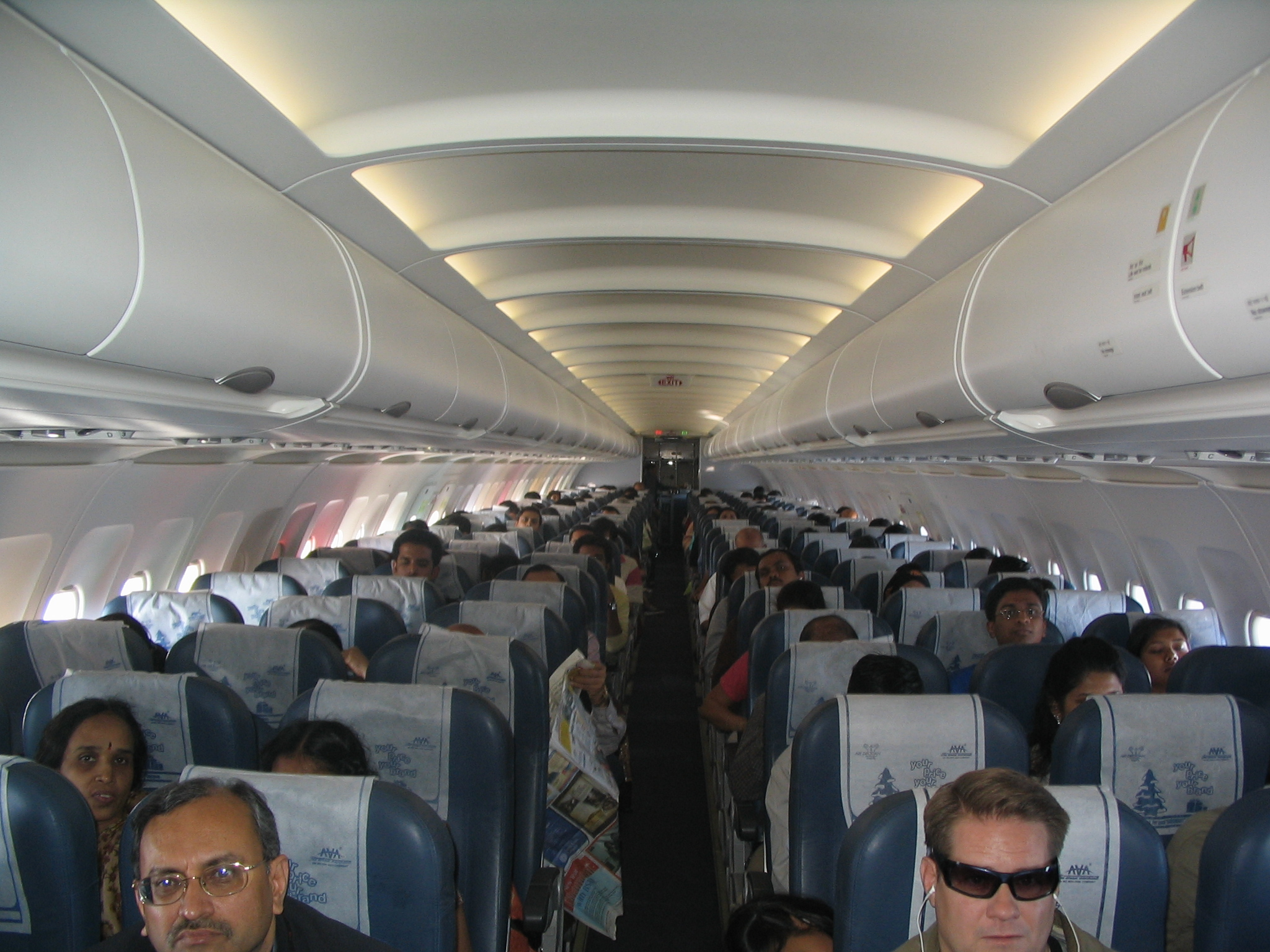

## Ребрендинг
До жовтня 2007 року Air Deccan запланувала зміну назви на Deccan і слоган «The Choice is Simple» (англ. «Вибір — простота») повинен був замінити старий — «Simplifly» (англ., дослівно «ПростоЛети»). Старий логотип був замінений на логотип Kingfisher. Старі кольори — жовтий і блакитний — були замінені на червоний і білий кольори Kingfisher Airlines. Кольору стійок реєстрації та уніформи були також замінені на червоний і білий. Також були змінені бланки розкладів, щоб вони відповідали стилю Kingfisher Airlines.
У серпні 2008 року було оголошено, що компанія змінить назву на Kingfisher Red і буде здійснювати рейси під кодами Kingfisher  [Архівовано 19 грудня 2014 у Wayback Machine.].